# ジャニーズJr.
ジャニーズJr.（ジャニーズジュニア）は、SMILE-UP.（旧ジャニーズ事務所）に所属するタレントのうち、公式サイトで単独ページを持たない者やCDデビューしていない者に対して使用されていた総称。
2023年10月17日にジャニーズ事務所がSMILE-UP.に社名を変更したことに伴い、ジュニアに名称を変更した。
2025年7月時点で143人が在籍している。

## 概要
主としてジャニーズ事務所からデビューした他の先輩グループのバックダンサーを務める。元々事務所は公式にタレント募集を行っていなかったが、毎月多数の履歴書が送られてきたため、事務所社長のジャニー喜多川が自ら書類選考を行い、コンサート会場などで面接・実技といったオーディションが不定期で開催されるようになった。合格すれば入所し、ダンスなどのレッスンを始めることになるが、入所料やレッスン料は取られていない。オーディション以外では、向井康二のようにジャニー喜多川から直接スカウトされたり、髙地優吾のように番組のオーディションで入所する者もいる。2023年8月20日にジャニーズJr.オフィシャルウェブサイトが開設され、オーディションの募集要項ページがオープンしてからは、従来あった郵送や持ち込みでの応募は受け入れず、WEB応募のみに統一された。2024年5月24日にはSTARTO ENTERTAINMENTが公募の開始を発表したが、「応募日時点で22歳未満の方」「東京または大阪でのレッスンに参加できる方」など応募資格が明確に記載されている。
入所後はレッスンを受けながら先輩のステージに立ったり、ジャニーズJr.の単独公演に出演したりとファンの前でパフォーマンスをする機会も与えられ、個人、あるいはユニットごとにドラマ出演やデビューを目標に経験を積んでいく。しかしこのユニットは常に解体の可能性を秘めており、デビュー目前のように見えても自然消滅することが多々ある。デビュー発表までは本人達もどうなるかわからず、誰かが抜けたり増えたり、明日にはどうなるかわからないという不安要素があると述べる者もいる。
CDデビューを果たすことで、ジャニーズJr.からの卒業とみなされていたが、事務所の公式サイト「Johnny's net」や「Johnny's web」が設置されてからは、CDデビューをしていないものの個人で舞台出演やドラマでの俳優活動で実績を積んだ生田斗真・佐野瑞樹・屋良朝幸・風間俊介・長谷川純らのように、事務所公式サイトで単独ページが作成されたことでJr.から卒業したとみなされた者もいる。卒業のタイミングや理由については、ネット上で「最年長ジャニーズJr.」と話題になったことがある佐野が「20代後半から役者としてやっていたので、もうジュニアは取れていた」、風間が「（ホームページなどで若いジャニーズJr.の情報を見に来たファンが、30代のメンバーの情報が並ぶことで違和感を抱かないようにという配慮から）『Jr.』と呼ぶのはやめようと取り決められた」と明かすなど様々。ふぉ〜ゆ〜はメンバー全員が三十路を迎えた2017年秋にジャニーズ史上初めてグループとしてJr.を卒業した。また一度Jr.を卒業しても、内博貴や草野博紀のようにその後不祥事等でグループから除名され、デビュー前のジャニーズJr.よりも下の位置づけとされる研修生の立場に戻る場合がある。
1998年から2002年頃は、番組名に「ジュニア」「J」の名を冠したテレビ番組が多数放送され、その後も東京ドームなどの3大ドームや日本武道館でコンサートを行い、事務所の先輩をしのぐほどの人気を獲得。主に滝沢秀明、渋谷すばるが率いていたことから「東のタッキー、西のすばる」「Jr.黄金期」などと呼ばれた。2002年7月にはタイ版ジャニーズJr.の「G-Junior」が誕生。東海地区出身者は千賀健永のように東京組に入るものもいれば、平野紫耀のように関西ジャニーズJr.として活動する者もおり、ケースバイケースである。
一般のファンクラブに該当するものに「ジャニーズジュニア情報局」がある。元々はハガキを24枚送ると、情報が印刷されて返送されるという仕組みだったが、その後2年程度、無料登録メール配信に形を変えたのち、2016年11月に有料化し、年会費を払って会員限定の動画視聴や公演優先申し込みができるよう大幅にリニューアルされた。また、2023年5月27日には公式Twitterアカウント、6月29日に公式TikTokアカウント、7月19日に公式Instagram、7月20日に公式サイトが開設され、ジャニーズJr.の情報はSNSでも発信されるようになった。
ジャニーズJr.が事務所を退所、もしくはグループが解散しても、テレビ・雑誌などで公表することは原則として行っていない。しかし小原裕貴、秋山純、米花剛史らのように新聞報道される例もある。SNSが主流となってきている近年では、事務所に所属している間は禁止されていたTwitterやInstagramを始めたことで、ジャニーズJr.を辞めたと判断されることが増えていたが、2018年にはLove-tuneが事務所公式サイト「ジャニーズジュニア情報局」を通じて、2023年にはIMPACTorsがジャニーズJr.エンタメサイト「ISLAND TV」を通してメンバー全員の退所を発表した。
2021年1月16日、年齢制限を設けた新制度を2023年3月31日から導入することが発表された。これによれば、22歳になって最初に迎える3月31日の時点で活動継続の意思を確認され、合意した場合はその後もJr.として活動を続けられるが、合意に至らない場合は事務所との専属契約が終了となる。ジャニーズJr.の育成・プロデュースなどを手がけるジャニーズアイランドの社長は制度発表時の滝沢秀明から井ノ原快彦に変わったが、2023年3月31日にこの制度は当初の予定通り適用され、実際に数人は退所したが、事務所に残ってスタッフに転身した者もいることを井ノ原が言及している。
2023年10月17日にジャニーズ事務所がSMILE-UP.に社名を変更したことに伴い、「ジャニーズJr.」は「ジュニア」に名称を変更。育成・プロデュースは、SMILE-UP.のグループ企業であり、井ノ原が社長を務める株式会社Annex（旧株式会社ジャニーズアイランド）が手掛けることになる。STARTO ENTERTAINMENTが本格始動した2024年4月10日には、ジュニア（若手タレント）の育成およびプロデュース事業については育成部門が新設され、STARTO ENTERTAINMENT直轄の事業として展開することが発表された。また、このタイミングで井ノ原はジュニアの育成からは離れる。
2025年2月12日に、公式YouTubeチャンネル『ジュニアチャンネル』を休止することを発表、その後STARTO ENTERTAINMENTは2月16日にジュニア内グループの美 少年、HiHi Jets、7 MEN 侍、少年忍者の一部のメンバーを含む計18名よりグループの再編を行い、3つの新グループ「ACEes」、「KEY TO LIT」、「B&ZAI」が誕生したことを発表した。またこの3グループに関する特設サイトも開設された。2024年から再編の動きが始まり、会社全体でグループ名やメンバー構成が決議されたというが、突然の発表に大きな反響が起こった。今回のような予告無しの大規模な再編成は異例であり、関係者によれば抵抗を示すメンバーもいたという。後日ACEesやB&ZAIのメンバーはインタビューで、ある日突然事務所に集められて結成を告げられたことや、グループ名も世間に発表されたタイミングで同じように知ったことなどを明かしている。また、3月31日にはすでに退所が発表されていた當間琉巧や吉川太郎らを含む36人のプロフィールが一斉に削除された。これについては退所を自ら申し出た者がいる一方、事務所から契約を続行できないと告げられ退所に至った者もいると報道された。
2025年4月26日、STARTO ENTERTAINMENTは2024年7月に大倉忠義が代表取締役社長として設立した「J-pop Legacy」と業務委託契約を締結したことを発表。ジュニアの育成・発掘および、その他対象アーティストのプロデュース業務を2025年5月より委託する。これにより関西に続き、今後は東京拠点のジュニアも大倉が積極的にプロデュースを手掛けることになる。

## 所属メンバー
ジャニーズJr.一覧（五十音順）も参照。
Wikipediaにてページが作成されているタレントのみ記載。

### ジュニア
| 生年月日       | 名前           | 読み仮名            |
| -------------- | -------------- | ------------------- |
| 1997年4月2日   | 中村嶺亜       | なかむら れいあ     |
| 1998年5月12日  | 菅田琳寧       | すげた りんね       |
| 1998年12月6日  | 本髙克樹       | もとだか かつき     |
| 1999年11月24日 | 今野大輝       | こんの たいき       |
| 2000年8月10日  | 矢花黎         | やばな れい         |
| 2000年10月30日 | 橋本涼         | はしもと りょう     |
| 2000年10月31日 | 井上瑞稀       | いのうえ みずき     |
| 2001年11月26日 | 元木湧         | もとき わく         |
| 2001年12月25日 | 青木滉平       | あおき こうへい     |
| 2002年1月16日  | 那須雄登       | なす ゆうと         |
| 2002年2月27日  | 浮所飛貴       | うきしょ ひだか     |
| 2002年4月13日  | 深田竜生       | ふかだ りゅうせい   |
| 2002年5月20日  | 佐々木大光     | ささき たいこう     |
| 2002年7月30日  | 川﨑皇輝       | かわさき こうき     |
| 2002年8月23日  | 岩﨑大昇       | いわさき たいしょう |
| 2002年9月20日  | 猪狩蒼弥       | いがり そうや       |
| 2002年9月30日  | 作間龍斗       | さくま りゅうと     |
| 2002年11月11日 | 安嶋秀生       | あじま ひでき       |
| 2002年12月17日 | 佐藤龍我       | さとう りゅうが     |
| 2003年3月7日   | 内村颯太       | うちむら そうた     |
| 2003年5月3日   | ヴァサイェガ渉 | ヴァサイェガ わたる |
| 2003年6月28日  | 長瀬結星       | ながせ ゆうせい     |
| 2003年10月2日  | 檜山光成       | ひやま こうせい     |
| 2003年10月27日 | 織山尚大       | おりやま なお       |
| 2004年1月20日  | 黒田光輝       | くろだ こうき       |
| 2004年1月27日  | 豊田陸人       | とよだ りくと       |
| 2004年2月28日  | 北川拓実       | きたがわ たくみ     |
| 2004年9月5日   | 鈴木悠仁       | すずき ゆうじん     |
| 2004年12月31日 | 山井飛翔       | やまい つばさ       |
| 2005年3月28日  | 川﨑星輝       | かわさき ほしき     |
| 2005年9月29日  | 阿達慶         | あだち けい         |
| 2005年10月19日 | 稲葉通陽       | いなば みちはる     |
| 2005年11月3日  | 竹村実悟       | たけむら まさと     |
| 2006年6月5日   | 田村海琉       | たむら かいる       |
| 2007年1月2日   | 千井野空翔     | ちいの くうと       |
| 2007年7月15日  | 羽村仁成       | はむら じんせい     |
| 2008年10月14日 | 岸蒼太         | きし そうた         |
| 2010年9月27日  | 宮岡大愛       | みやおか だいあ     |

### 関西ジュニア
関西ジュニア一覧（五十音順）も参照。
| 生年月日       | 名前       | 読み仮名          |
| -------------- | ---------- | ----------------- |
| 2003年4月19日  | 西村拓哉   | にしむら たくや   |
| 2003年8月3日   | 嶋﨑斗亜   | しまさき とあ     |
| 2004年2月23日  | 大西風雅   | おおにし ふうが   |
| 2004年3月23日  | 岡﨑彪太郎 | おかざき こたろう |
| 2004年8月24日  | 真弓孟之   | まゆみ たけゆき   |
| 2007年7月26日  | 角紳太郎   | すみ しんたろう   |
| 2008年6月11日  | 渡邉大我   | わたなべ たいが   |
| 2008年12月22日 | 千田藍生   | せんだ あおい     |
| 2009年1月22日  | 池川侑希弥 | いけがわ ゆきや   |
| 2009年7月15日  | 伊藤篤志   | いとう あつし     |

### 退所したジュニア
- 過去のジャニーズ所属者を参照。
- ジャニーズ関連OBユニットを参照。

## 所属グループ
※グループを結成した順。

### ジュニア

#### SpeciaL
結成日は2018年5月24日とされており、その日開催された『ジャニーズ銀座2018 観なきゃソン！ボクたちの作るジャニカルとスペシャルショータイム』の7 MEN 侍公演で、4人が初パフォーマンス。「スペシャル」、「スペシャリスト」など表記が変わりながら、同年12月の『JOHNNYS' King & Prince IsLAND』で「Jr.SP」（読み：ジュニアスペシャル）の表記となった。2022年12月4日に「SpeciaL」（読み：スペシャル）へとグループ名を改名。ジャニーズアイランド社長の井ノ原快彦が命名した。なお、「名前にJr.が付いていると、いつまでもJr.のままという感じになってしまう」という理由での改名だが、ジャニーズJr.としての活動は続く。ファンネームは「VIP」。4人それぞれ得意分野がある。
メンバー
メンバーカラーは、2019年9月27日時点暫定。
- 林蓮音 -     ピンク、アクロバット
- 松尾龍 -     黄、バレエ
- 和田優希 -     紫、顔面
- 中村浩大 -     緑、歌・タップダンス

オリジナル曲
- センセーション（詞：MIYAKEI、曲：大智・原田峻輔）- JASRAC作品コード：259-1009-4

出演
舞台・コンサート
- 夏祭り！裸の少年（2018年7月20日 - 26日〔HiHi Jets・東京B少年編〕・8月14日 - 26日〔東京B少年編〕、EXシアター六本木）
- JOHNNYS' King & Prince IsLAND（2018年12月6日 - 2019年1月27日、帝国劇場）
- ジャニーズJr.8・8祭〜東京ドームから始まる〜（2019年8月8日、東京ドーム）
- JOHNNYS' IsLAND（2019年12月8日 - 2020年1月27日、帝国劇場）
- 緊急生配信!! Johnny's World Happy LIVE with YOU Jr.祭り 〜Wash Your Hands〜（2020年8月26日、TOKYO DOME CITY HALLからの無料生配信）
- Johnnys' Jr. Island FES（2020年11月28日・29日、有料生配信）
- ABC座 ジャニーズ伝説2021 at IMPERIAL THEATRE（2021年12月7日 - 21日、帝国劇場）
- JOHNNYS' IsLAND THE NEW WORLD（2022年1月1日 - 19日、帝国劇場）
- JOHNNYS' Experience（2022年5月9日 - 11日、東京グローブ座）
- ABC座 10th Anniversary ジャニーズ伝説2022 at IMPERIAL THEATRE（2022年12月5日 - 22日、帝国劇場）
- 東西ジャニーズJr. Spring Paradise（2023年3月14日 - 16日、大阪松竹座 / 5月30日 - 6月1日、日本橋三井ホール） 
- 滝沢歌舞伎ZERO FINAL（2023年4月8日 - 30日、新橋演舞場）
- ALL Johnnys' Jr. 2023 わっしょいCAMP! in Dome（2023年7月16日・17日、京セラドーム大阪 / 8月19日・20日、東京ドーム）
- 野暮兄弟と小狐ちゃんSpeciaL（2023年9月7日 - 18日、紀伊國屋ホール / 9月29日 - 10月1日、COOL JAPAN PARK OSAKA TTホール） - 主演
- ABC座星（スター）劇場2023 〜5 Stars Live Hours〜（2023年12月7日 - 21日、帝国劇場）
- 祭 GALA（2024年4月1日 - 29日、新橋演舞場） - 林・和田・中村
- ふぉ〜ゆ〜×SpeciaL「CAMPだGO!」（2025年1月18日 - 26日、ヒューリックホール東京 / 1月29日 - 31日、サンケイホールブリーゼ）
- 大西風雅&岡﨑彪太郎 Summer SpeciaL Concert 2025（2025年7月26日 - 30日、Kanadevia Hall） 

映画
- 映画 少年たち（2019年3月29日公開、松竹）

CM
- エヌ・シー・ジャパン「リネージュ M」（2019年5月 - ）

#### 少年忍者
2018年6月結成。
メンバー
- 田村海琉
- 織山尚大
- 川﨑皇輝
- 内村颯太
- 黒田光輝
- 檜山光成
- 久保廉
- 元木湧
- 北川拓実
- 青木滉平
- 安嶋秀生
- ヴァサイェガ渉
- 瀧陽次朗
- 山井飛翔
- 長瀬結星
- 豊田陸人

#### ACEes
2025年2月16日結成発表。読み：エイシーズ。メンバー全員が2002年生まれ。
メンバー
- 浮所飛貴 -     オレンジ
- 那須雄登 -     青
- 作間龍斗 -     紫
- 深田竜生 -     緑
- 佐藤龍我 -     黄

オリジナル曲
- PROLOGUE
- Acting out（詞：HIROMI / YUI KIMURA / YUTA AZUMA、曲：SENA / CR / SB）- JASRAC作品コード：1V6-9316-3

出演
舞台・コンサート
- ACEes Arena Tour 2025 PROLOGUE（2025年4月10日 - 13日、有明アリーナ / 5月20日・21日、マリンメッセ福岡A館 / 7月5日・6日、エコパアリーナ / 7月29日・30日、ポートメッセなごや 第1展示館 / 8月4日・5日、大阪城ホール）

#### KEY TO LIT
2025年2月16日結成発表。読み：キテレツ。由来は英語でKEY・TO・LIT（キートゥーリット）＝「上げてくぜ〜！」から。
メンバー
- 岩﨑大昇 -     白
- 井上瑞稀 -     赤
- 中村嶺亜 -     ピンク
- 猪狩蒼弥 -     緑
- 佐々木大光 -     青

出演
コンサート・イベント
- 第40回 マイナビ 東京ガールズコレクション 2025 SPRING/SUMMER（2025年3月1日、国立代々木競技場第一体育館） - 猪狩・井上・中村
- KEY TO LIT Arena Tour 2025 WAKE UP THE FOOL（2025年9月20日・ 21日予定、大阪城ホール / 9月27日・28日予定、朱鷺メッセ新潟コンベンションセンター / 10月2日 - 5日予定、LaLa arena TOKYO-BAY / 10月11日・12日予定、マリンメッセ福岡 A館 / 10月31 ・11月1日予定、真駒内セキスイハイムアイスアリーナ）

CM
- ミクシオホールディングス「TRICKS」（2025年9月2日 - ）

#### B&ZAI
2025年2月16日結成発表。読み：バンザイ。楽器を演奏できるメンバーが集められ、STARTO ENTERTAINMENT初の8人編成のバンドとして活動をスタートさせた。「B」はバンドに由来し、「&」を「AND」にすると「BAND ZAI」となり、「ZAI」は逸材や財産の「ザイ」という意味がある。また「バンドのメンバーが、逸材や財産というような存在になれるように」という意味も込められている。
同年6月25日・26日にぴあアリーナMMにて初の単独ライブ「B&ZAI LIVE 2025 First Beat」を開催。MC中にファンの前で囲み取材が行われ、その場で今野大輝がリーダーに就任することが決定した。
メンバー
- 橋本涼 -     青 - ボーカル・ギター
- 矢花黎 -     白 - ベース
- 今野大輝 -     ピンク - ギター・リーダー
- 菅田琳寧 -     赤 - ギター
- 本髙克樹 -     緑 - キーボード
- 鈴木悠仁 -     オレンジ - ボーカル・ギター
- 川﨑星輝 -     水色 - ドラム
- 稲葉通陽 -     ハニーイエロー - バイオリン・トランペット

オリジナル曲
- BML
- First Beat
- なつ♡あい

出演
舞台・コンサート・イベント
- 第40回 マイナビ 東京ガールズコレクション 2025 SPRING/SUMMER（2025年3月1日、国立代々木競技場第一体育館） - 川﨑・菅田・橋本
- B&ZAI LIVE 2025 First Beat（2025年6月25日・26日〈2日間3公演〉、ぴあアリーナMM）
- OSAKA GIGANTIC MUSIC FESTIVAL 2025（2025年7月20日、万博記念公園 ジャイガ特設会場）
- カクエキ！灼熱のB&ZAIダービー（2025年7月18日 - 24日、EX THEATER ROPPONGI）
- ばんざいとなつやすみ（2025年8月3日 - 7日、EX THEATER ROPPONGI）
- SUMMER SONIC 2025（2025年8月17日予定、ZOZOマリンスタジアム・幕張メッセ）
- ANDO（2025年9月5日 - 28日予定、新橋演舞場 / 10月9日・10日予定、広島文化学園HBGホール / 10月17日 - 25日予定、大阪松竹座） - 主演

### 関西ジュニア

#### Boys be
2020年11月21日配信された「Kansai Johnny's DREAM PAVILION 〜Shall we #AOHARU?〜」にて結成発表。グループ名は関ジャニ∞の横山裕、大倉忠義が命名。Boysには、ぼくら（B）大阪の（o）やんちゃな（y）少年（s）という意味がある。結成当初のメンバーは11人だったが、2021年9月に中川惺太が加入。その後は12人で活動していたが、2024年5月1日付けで山中一輝がAmBitiousへの移籍を発表し、以降は11人で活動する。
メンバー
- 伊藤篤志
- 千田藍生
- 池川侑希弥
- 角紳太郎 - リーダー
- 丸岡晃聖
- 嵜本孝太朗
- 亀井海聖
- 中川惺太
- 上垣廣祐
- 北村仁太郎
- 岩倉司

元メンバー
- 山中一輝

出演
舞台・コンサート・イベント
- ANOTHER 新たなる冒険（2021年3月1日 - 31日、大阪松竹座）
- 関西ジャニーズJr. Summer Special 2021（2021年7月30日 - 8月28日、大阪松竹座）
- 関西ジャニーズJr. LIVE 2021-2022 THE BIGINNING〜狼煙〜（2021年12月21日〔Boys be・AmBitious〕、オリックス劇場 / 2022年1月2日 - 5日、大阪城ホール / 1月9日 - 10日、日本ガイシスポーツプラザ ガイシホール〔合同公演〕）
- JOHNNYS' Experience（2022年5月14日 - 15日、東京グローブ座）
- 関西ジャニーズJr. Space Journey! 〜僕たちの軌跡〜（2022年8月6日 - 15日〔伊藤・嵜本・丸岡・北村・岩倉・山中〕、8月18日 - 9月4日〔千田・池川・角・亀井・中川・上垣〕、大阪松竹座）
- 関西ジャニーズJr. DREAM LIVE 2022（2022年10月22日・23日、大阪城西の丸庭園）
- 関西ジャニーズJr.フレッシュ！LIVE 2022（2022年12月26日・27日、オリックス劇場〔Boys be・AmBitious〕）
- 関西ジャニーズJr. フレッシュ！フレッシュ！フレッシュ！LIVE〜兎にも角にもBIGジャンプ！〜（2023年1月3日 - 5日、大阪城ホール）
- 東西ジャニーズJr. Spring Paradise（2023年2月25日・26日、大阪松竹座 / 5月27日・28日、日本橋三井ホール） 
- ALL Johnnys' Jr. 2023 わっしょいCAMP! in Dome（2023年7月16日・17日、京セラドーム大阪 / 8月19日・20日、東京ドーム）
- One ANOTHER（2023年7月31日 - 9月3日、大阪松竹座） - 千田・丸岡・嵜本・亀井・中川・上垣・北村・岩倉・山中
- Summer Paradise 2023（2023年8月10日 - 30日、TOKYO DOME CITY HALL） - 伊藤・池川・角
- 関ジュ Special LIVE 2023 すてっぷあっぷ！（2023年12月12日 - 14日、オリックス劇場〔Boys be・関西ジュニア〕）
- 関ジュあけおめライブ2024 The 笑門来福（2024年1月3日 - 5日、大阪城ホール）
- おいでよ！ミナミ笑店街（2024年2月27日 - 3月31日、大阪松竹座）
- 関西ジュニア サマバケ 2024（2024年8月1日 - 12日、大阪松竹座） - 千田・丸岡・嵜本・中川・上垣・岩倉
- マイナビ サマステライブ2024 SUMMER GO! MIRAI GO! 東だ！西だ！全員集合（2024年8月21日 - 25日、EX THEATER ROPPONGI）
-  第39回 マイナビ 東京ガールズコレクション 2024 AUTUMN／WINTER（2024年9月7日、さいたまスーパーアリーナ） - 伊藤・池川
- KAMIGATA BOYZ DREAM IsLAND 2024 〜やっぱこの街好っきゃねん〜（2024年9月21日・22日、ヤンマースタジアム長居）
- GirlsAward 2024 AUTUMN / WINTER（2024年10月19日、幕張メッセ）- 伊藤・角
- 東西ジュニア コンサート 東西シナジー（2024年12月20日 - 27日、オリックス劇場） - 伊藤・池川・角・嵜本
- 関西ジュニア Concert 2025 Boys be AmBitious（2025年1月3日 - 5日、大阪城ホール）
- 関西ジュニア コンサート 2025 Are You Ready? 〜今年の夏も盛り上がれるんですかい？〜（2025年7月30日 - 8月10日予定、SkyシアターMBS） - 伊藤・池川・角
- Boys be 8 Summer Live（2025年8月22日 - 31日予定、大阪松竹座） - 岩倉・上垣・亀井・北村・嵜本・千田・中川・丸岡

広告・CM
- HEP FIVE「HEP FIVE BARGAIN & CLEARANCE SALE」イメージキャラクター（2023年7月1日 - 31日） - 角・丸岡
- パルグループホールディングス 「パルクローゼット」春のパルクロウィーク 開封式編（2025年4月2日 - ） - 角・伊藤

#### AmBitious
2021年10月22日発売のアイドル雑誌『Myojo』にて結成発表され、メンバーも誌面で結成を知った。読みは「アンビシャス」、由来は「野心」で「熱量や夢を持つことを恥ずかしく思う人もいるけど、彼らがステージで頑張る姿はまさに"野心的"だと思った」とプロデューサーの大倉忠義は語っている。2021年10月結成時は「メンバーは固定ではない」と発表していた。
2023年6月16日、小柴陸の無期限活動自粛が発表された。2024年1月27日、小柴がジュニアのファンクラブの会員サイトの動画で挨拶し、メンバーと話し合って退所を決断したことを発表。ジュニア公式サイトでも2024年1月31日をもって小柴が退所し、今後AmBitiousは8人でグループ活動を継続することが発表された。
2024年5月1日付けでBoys beのメンバーであった山中一輝が加入し、以降は9人で活動する。
2025年3月5日、吉川太郎と河下楽が同月31日をもって「STARTO ENTERTAINMENT」を退所することが発表された。以降は7人で活動する。
メンバー
- 真弓孟之 -     赤
- 岡佑吏 -     黄
- 永岡蓮王 -     白
- 井上一太 -     水色
- 浦陸斗 -     ピンク
- 大内リオン -     青
- 山中一輝 -     ゴールド

元メンバー
- 小柴陸 -     オレンジ
- 河下楽 -     緑
- 吉川太郎 -     紫

オリジナル曲
- Reach for the sky（作詞：MINE、作曲：坂室賢一・川口進） - JASRAC作品コード：281-8670-2、初のオリジナル曲
- Ride（作詞：NANA・中野領太、作曲：中野領太） - JASRAC作品コード：293-5274-6
- 耽美 -TANBI-

出演
テレビ番組
- newsおかえり（朝日放送テレビ）
  - 「Ambitiousチャレンジ 習い事しよっ！」（2022年4月8日 - ） - 真弓・浦・大内・吉川（隔週金曜）
  - 「ばり ナランドール」（2024年5月24日 - ） - 真弓・浦・大内・吉川・岡・山中（隔週金曜）

舞台・コンサート・イベント
- 関西ジャニーズJr. LIVE 2021-2022 THE BIGINNING〜狼煙〜（2021年12月21日〔Boys be・AmBitious〕、オリックス劇場 / 2022年1月2日 - 5日、大阪城ホール / 1月9日 - 10日、日本ガイシスポーツプラザ ガイシホール〔合同公演〕）
- AmBitious 初単独 LIVE 梅雨魂 2022 〜Nice to meet you〜（2022年6月11日 - 26日、大阪松竹座）
- 関西ジャニーズJr. Space Journey! 〜僕たちの軌跡〜（2022年8月6日 - 15日〔永岡・井上・浦・吉川・小柴〕、8月18日 - 9月4日〔真弓・河下・岡・大内〕、大阪松竹座）
- 関西ジャニーズJr. DREAM LIVE 2022 （2022年10月22日・23日、大阪城西の丸庭園）
- 関西ジャニーズJr.フレッシュ！LIVE 2022（2022年12月26日・27日、オリックス劇場〔Boys be・AmBitious〕）
- 関西ジャニーズJr. フレッシュ！フレッシュ！フレッシュ！LIVE〜兎にも角にもBIGジャンプ！〜（2023年1月3日 - 5日、大阪城ホール）
- アンビリーバボー（2023年2月1日 - 12日、東京グローブ座 / 2月15日 - 26日、サンケイホールブリーゼ）
- 東西ジャニーズJr. Spring Paradise（2023年2月28日 - 3月5日、大阪松竹座 / 6月3日・4日、日本橋三井ホール） 
- ALL Johnnys' Jr. 2023 わっしょいCAMP! in Dome（2023年7月16日・17日、京セラドーム大阪 / 8月19日・20日、東京ドーム）
- One ANOTHER（2023年7月31日 - 9月3日、大阪松竹座） - 河下・岡・井上・浦・大内・吉川・小柴
- Summer Paradise 2023（2023年8月10日 - 30日、TOKYO DOME CITY HALL） - 真弓・永岡
- 関ジュ Special LIVE 2023 魂ティニュー（2023年12月6日 - 10日、オリックス劇場）
- 関ジュあけおめライブ2024 The 笑門来福（2024年1月3日 - 5日、大阪城ホール）
- おいでよ！ミナミ笑店街（2024年2月27日 - 3月31日、大阪松竹座）
- AmBitious 踊ROK! DANCE TOUR（2024年5月5日、Zepp Sapporo / 5月8日・9日、Zepp Nagoya / 5月11日・12日、Zepp Fukuoka / 5月14日・15日、Zepp Osaka Bayside / 5月18日・19日、Zepp Haneda（TOKYO））
- KANSAI COLLECTION 2024 AUTUMN&WINTER（2024年8月1日、京セラドーム大阪）
- マイナビ サマステライブ2024 SUMMER GO! MIRAI GO! 東だ！西だ！全員集合（2024年8月10日 - 19日、EX THEATER ROPPONGI）
-  第39回 マイナビ 東京ガールズコレクション 2024 AUTUMN／WINTER（2024年9月7日、さいたまスーパーアリーナ） - 真弓・井上・永岡
- KAMIGATA BOYZ DREAM IsLAND 2024 〜やっぱこの街好っきゃねん〜（2024年9月21日・22日、ヤンマースタジアム長居）
- GirlsAward 2024 AUTUMN / WINTER（2024年10月19日、幕張メッセ）- 浦・吉川
- 関西ジュニア Concert 2025 Boys be AmBitious（2025年1月3日 - 5日、大阪城ホール）
- どうせ、恋してしまうんだ。（2025年2月6日 - 16日、THEATER MILANO-Za / 2月19日 - 25日、COOL JAPAN PARK OSAKA TTホール） - 主演（永岡・浦・大内・吉川）
- 初めまして全国ツアー AmBitiousをよろしくお願いシャス。（2025年8月3日 - 10日、Kanadevia Hall / 8月30日・31日予定、アクトシティ浜松 大ホール / 9月3日・4日予定、仙台サンプラザホール / 9月5日 - 7日予定、愛知県芸術劇場 大ホール / 9月11日・12日予定、ロームシアター京都 メインホール / 9月15日予定、カナモトホール / 9月23日・24日予定、金沢歌劇座 / 11月6日・7日予定、神戸国際会館 こくさいホール / 11月10日 - 12日予定、オリックス劇場 / 11月15日予定、レクザムホール 大ホール / 11月19日・20日予定、福岡サンパレス / 11月22日・23日予定、上野学園ホール）

広告・CM
- 森永製菓「小枝」（2022年4月 - ） - WEB CM
- HEP FIVE
  - 「HEP FIVE BARGAIN & CLEARANCE SALE」イメージキャラクター（2023年7月1日 - 31日） - 真弓・永岡
  - 「HEP FIVE BARGAIN」広告モデル（2025年7月1日 - 31日予定）

- パルグループホールディングス 「パルクローゼット」
  - 「パルクロすっきゃねんず ランウェイ編」（2024年10月16日 - ） - 真弓・山中
  - 「パルクロすっきゃねんず 春コーデお披露目編」（2025年2月11日 - ） - 浦・永岡・岡
  - 「春のパルクロウィーク 開封式編」（2025年4月2日 - ） - 岡・井上

## 解散したグループ
- ジャニーズJr.解散グループ (1990年以前)を参照。
- ジャニーズJr.解散グループ (1990年以降)を参照。
- ジャニーズJr.解散グループ (2000年以降)を参照。
- ジャニーズ関連企画ユニットを参照。
- ジャニーズ事務所 過去のバックバンドを参照。

## 出演

### ジュニア
ジュニアが中心となって出演しているもののみ。

#### テレビ番組
- アイドルオンステージ（1993年10月10日 - 1997年3月30日、NHKBS2）
- 愛LOVEジュニア（1996年4月8日 - 1998年9月28日、テレビ東京）
- ミュージック・ジャンプ（1997年4月6日 - 2000年3月26日、NHKBS2）
- SHOW-NEN J（1997年10月 - 1998年3月、朝日放送）
- 8時だJ（1998年4月15日 - 1999年9月22日、テレビ朝日）[193]
- 愛ラブB.I.G.（1998年10月4日 - 1999年3月29日、テレビ東京）
- 七人のサムライ J家の反乱（1999年4月9日 - 2000年9月30日、朝日放送）
- やったるJ（1999年10月20日 - 2000年3月8日、テレビ朝日）
- ザ少年倶楽部 → ニュージェネ!（2000年4月3日 - 2024年3月8日、NHK BSプレミアム）[194][195][196]
- ガキバラ帝国2000!（2000年4月15日 - 2001年3月10日、TBS）
- Music-enta（2000年4月19日 - 2001年3月14日、テレビ朝日）
- USO!?ジャパン（2001年4月14日 - 2003年9月13日、TBS系列）
- 裸の少年 → ♯裸の少年（2001年4月 - 2009年9月26日、2018年6月9日 - 2023年11月4日、テレビ朝日）[197][198][199]
- Ya-Ya-yah（2003年1月5日 - 2007年10月27日、テレビ東京）[200]
- YOUたち!（2006年10月8日 - 2007年9月30日、日本テレビ）[25][201][202]
- 百識〜百で知るひとつの知識〜（2006年10月17日 - 2007年9月、フジテレビ）[25][202]
- 百識王（2008年4月 - 2013年9月17日、フジテレビ）
- ヤンヤンJUMP（2011年4月 - 2013年6月30日、テレビ東京）
- ジャニーズJr.の真実（2012年9月30日、日本テレビ）[203]
- ジャニーズJr.ランド／Johnnys'Jr. land（2011年10月2日 - 2013年9月29日 、BSスカパー!）
- ガムシャラ!（2014年4月13日 - 2016年4月3日、テレビ朝日）[193]
- ファイト！YOUたち〜ジャニーズJr. NO.1決定戦（2014年5月17日、TBS）[204]
- 真夜中のプリンス（2016年4月10日 - 2018年4月1日、テレビ朝日）
- ジャニーズJr.dex（2017年10月22日 - 2018年3月4日[205]、フジテレビ）[206]
- Jr.選抜!標への道（2018年7月3日 - 7月17日〔全4回〕、日本テレビ）[207]
- 調べるJ（2019年7月20日、テレビ朝日）[208]
- 坂本昌行 GIFT for X（2021年11月9日 - 、ひかりTV）[209]
- 中山優馬×ジャニーズJr. @YUMA HOUSE（2022年4月1日 - 2023年9月25日、BSJapanext）[210]
- ハンティングサウナ！〜ジャニーズJr.お宝サウナ発掘隊〜（2022年12月5日・12日、CBC）[211]
- ジャニーズJr.CHAMP（2023年2月25日、中京テレビ）[注釈 10]
- ジャニーズJr.ランドNEO→ジュニランNEO（2023年4月28日 - 、TBSチャンネル1 / SPOOX）[214][215]
- カクエキ!（2023年11月18日 - 、テレビ朝日）[199]

#### テレビドラマ
- BOYS BE… Jr.（1998年10月4日 - 12月27日、日本テレビ）
- 熱血恋愛道[207]（1999年1月10日 - 5月2日、日本テレビ）
- 怖い日曜日[207]（1999年7月4日 - 9月26日、日本テレビ）
- 怖い日曜日〜新章〜（1999年10月3日 - 12月26日、日本テレビ）
- 怖い日曜日〜2000〜（2000年7月2日 - 11月26日、日本テレビ）

#### ラジオ
- ジュニア×ジュニア（1997年10月 - 、TBSラジオ）[216]
- ジャニーズJr. DOKIDOKIアフタースクール（1998年 - 1999年、ニッポン放送）
- らじらー!サタデー（2016年4月 - 2024年3月30日、NHKラジオ第1放送）[194][217]

#### 配信番組
- Star Song Special（2025年2月27日 - 、Prime Video・DMM TV）[218]

#### ネット配信
- ジャニーズJr.チャンネル → ジュニアCHANNEL（2018年3月21日 - 、YouTube）[219][220]
- ISLAND TV（2019年3月1日 - 2023年12月31日、ISLAND TV）[221][222]

#### コンサート
| 年     | 公演名                                                                                         | 公演日程                                   | 会場                                                      | 備考 |
| ------ | ---------------------------------------------------------------------------------------------- | ------------------------------------------ | --------------------------------------------------------- | --- |
| 1997年 | ジャニーズファンタジー「kyo to kyo」                                                           | 8月29日                                    | 京都シアター1200                                          | ジャニーズのグループが行った「kyo to kyo」特別公演の一環として、初の単独公演を行った。 |
| 1998年 | ローソンpresents 「ジャニーズJr.1stコンサート」                                                | 2月1日 - 2月15日                           | 大阪城ホール、名古屋市民会館、横浜アリーナ                | ローソンのキャンペーン応募により抽選で無料招待された、初のコンサートツアー。 |
| 1998年 | 『KYO TO KYO』プレビューイベント・ジャニーズJr.コンサート                                      | 3月30日 - 4月4日                           | 京都シアター1200                                          | 去年に続き、4月18日から幕を開ける舞台『KYO TO KYO』に先駆けたプレビューコンサート。6日間で計28公演、2万人超を動員。内容や曲目は3パターンのローテーションで、TOKYO浜松町や関西ジャニーズJr.らが出演した。 |
| 1998年 | Johnny's Summer Concert '98「Johnny's Jr」                                                     | 7月29日 - 8月24日                          | 大阪城ホール、名古屋レインボーホール、横浜アリーナ        | 各会場1日1公演ずつの予定であったが、公演数は追加され、6公演で8万5000人を動員。“個性”をテーマに滝沢秀明がJr.を代表して構成を考え、MAINがメドレーを披露したり、川野直輝らがバンドで演奏したり、滝沢がマジックを披露したりした。 |
| 1999年 | Johnny's Winter Concert 「Johnny's Jr」                                                        | 1月3日 - 1月6日                            | 横浜アリーナ                                              | 滝沢秀明をはじめ、今井翼、松本潤らジャニーズJr.の他、渋谷すばる、横山裕、村上信五ら関西ジャニーズJr.も参加し、総勢170人が計20曲を披露した。 |
| 1999年 | Fresh Spring Concert '99                                                                       | 5月2日 - 5日 / 6月19日・20日               | 横浜アリーナ、大阪城ホール                                | 滝沢秀明、「ダンス班」代表の今井翼、「バンド班」代表の小原裕貴など、小学5年生から18歳大学生までの総勢141人のジャニーズJr.が出演し、「この星に生まれて」「世界は僕らを待っている」などオリジナル11曲を含む全20曲を披露した。4日間計8公演で12万人動員。また、5月3日の公演前の記者会見で滝沢が正式にジャニーズJr.のリーダーに就任したことも発表された。そして横浜アリーナ公演中に本人達が社長に直談判し、6月20日の大阪城ホール公演が決定。渋谷すばるや横山裕、村上信五などの関西ジャニーズJr.、B.I.G.やB.B.A.、Ⅴらも出演した。 |
| 1999年 | ジャニーズJr.「特急<10.9>投球<10.9>コンサート 10月9日東京ドームに大集合!!」                    | 10月9日                                    | 東京ドーム                                                | CDデビューしていないアーティストの東京ドーム公演は史上初で、ステージ製作に3億円、衣装代に1億円がかけられ、演出はフランツ・ハラリーが参加。滝沢秀明、今井翼、渋谷すばるら総勢120人のジャニーズJr.が出演した他、11月3日にCDデビューが決まった嵐が初お披露目され、計5万5千人を動員した。 |
| 2000年 | ジャニーズJr. Spring Concert 2000                                                              | 4月3日 - 5月7日                            | 大阪城ホール、名古屋レインボーホール、横浜アリーナ        | |
| 2000年 | ジャニーズJr. 〈東・阪・名〉3大ドームコンサート                                                | 9月3日 - 10月15日                          | 大阪ドーム、ナゴヤドーム、東京ドーム                      | 4公演で約20万人を動員。滝沢秀明、今井翼、山下智久ら84人のジャニーズJr.が出演。このツアーを最後に、小原裕貴がジャニーズJr.を卒業。最終公演では、アンコールで観客に最後のお別れをした。 |
| 2001年 | ジャニーズJr.総出演 タッキー&翼 21世紀の対決                                                   | 5月3日 - 6月3日                            | 横浜アリーナ、名古屋レインボーホール、大阪城ホール        | 公演は滝沢秀明と今井翼の2人を中心に行なわれ、滝沢が演出、今井が衣装を担当。全11公演で約15万人を動員した。 |
| 2002年 | Johnny's Jr. Concert タッキー&翼 ジャニーズJr.総出演！                                         | 3月29日 - 5月6日                           | 大阪城ホール、名古屋レインボーホール、横浜アリーナ        | 15公演で21万人を動員。滝沢秀明が衣装から構成、演出までを手がけた。 |
| 2002年 | Tackey&Tsubasa in Taipei                                                                       | 5月17日 - 5月19日                          | 台北101                                                   | 2001年2月のV6の公演以降から、現地のプロモーターの元に「次は滝沢と今井を呼んで」という電話が月平均100本以上かかるという熱烈ラブコールから実現したコンサート。CDデビュー前に海外公演が行われるのは芸能界史上初。3公演で1万5000人を動員した。 |
| 2006年 | ジャニーズJr.の大冒険!@メリディアン                                                            | 8月15日 - 8月25日                          | ホテル・グランパシフィック・メリディアン パレ・ロワイヤル | 全25公演。Ya-Ya-yah、Kis-My-Ft2、J.J.Express、A.B.C.、Question?、GOLF&MIKE、TOPSらが出演。また、この公演のために新ユニット・TAP KIDSが結成された。 |
| 2006年 | you達の音楽大運動会                                                                            | 9月30日 - 10月1日                          | 国立代々木第一体育館                                      | 10月8日に日本テレビ系でスタートするバラエティ『YOUたち!』を前に行われた“新番組前夜祭ライブ”。番組にレギュラー出演するkitty、中島裕翔らが出演。他、Ya-Ya-yah、A.B.C.、Kis-My-Ft2、J.J.Express、京本大我らレッスン生を含め11歳から21歳まで総勢100人のジャニーズJr.が出演した。『YOUたち!』の司会を務める中丸雄一も応援に駆け付けた。3公演で3万6000人を動員し、チケットには25万件の応募があった。 |
| 2007年 | 2007年謹賀新年 あけましておめでとう ジャニーズJr.大集合 日本武道館 5日間公演                   | 1月2日 - 1月7日                            | 日本武道館                                                | デビュー前の歌手としては史上初の5日間公演。J.J.Express、Question?、Ya-Ya-yah、A.B.C.、Kis-My-Ft2、Tap Kids、Kitty Jr.らが競演した。5公演で6万人を動員。 |
| 2007年 | ジャニーズJr.の大冒険！'07@メリディアン                                                        | 8月15日 - 8月24日                          | ホテル・グランパシフィック・メリディアン パレ・ロワイヤル | 全29公演、4万3500人動員。Ya-Ya-yah、Hey!Say!7、Kis-My-Ft2、A.B.C.、Question?、J.J.Express、Jr.BOYSら総勢105名が出演。 |
| 2007年 | JOHNNYS' Jr. Hey Say 07 in YOKOHAMA ARENA                                                      | 9月23日 - 9月24日                          | 横浜アリーナ                                              | Hey!Say!7、B.A.D.、BOYS、OSSaN、TOP Kids、Hey !Say!7 West、Question?らが出演。24日の公演でHey!Say!JUMPの結成＆CDデビューが発表された。 |
| 2009年 | フォーラム新記録!!ジャニーズJr.[1日4公演やるぞ！]コンサート                                    | 6月7日                                     | 東京国際フォーラム                                        | 4公演で2万人動員。6月4日に結成が発表されていた中山優馬 w/B.I.Shadowがファンの前に初登場し、NYC boysの結成発表＆初ステージも披露された。また、森本慎太郎w/スノープリンス合唱団も初お披露目され、Mis Snow Man、Question?、A.B.C-Z（特別出演）ら総勢100人のジャニーズJr.が出演し、計20曲が披露された。 |
| 2009年 | ジャニーズJr. 夏休み全員集合 1日4公演!!                                                        | 8月18日                                    | 東京国際フォーラムホールA                                 | 中山優馬 w/B.I.Shadow、A.B.C-Z、Hip Hop JUMP、Question?、Mis Snow Man、森本慎太郎withスノープリンス合唱団らが出演。 |
| 2010年 | 年末ヤング東西歌合戦！東西Jr.選抜大集合2010！A.B.C-Z+ジャニーズJr.選抜 VS 中山優馬+関西Jr.選抜 | 11月26日 - 11月27日                        | NHKホール                                                 | A.B.C-ZやB.I.Shadow、森本慎太郎、スノープリンス合唱団らジャニーズJr.、中山優馬と関西ジャニーズJr.（7 WEST、BOYS、B.A.D.からの選抜メンバー）、そこに研修生を合わせた約250人、そして特別ゲストとしてNYCも出演し、NHK紅白歌合戦を意識した初の歌合戦形式で22曲が披露された。また、研修生の中からオーディションで選ばれた総勢52人のユニット「ジャPAニーズHi!」もお披露目され、この日の模様は2010年12月31日にテレビ朝日系にて『年忘れ!ジャニーズ東西歌合戦』として放送された。 |
| 2011年 | 帝劇 Johnnys Imperial Theatre Special「Kis-My-Ft2 with ジャニーズJr.」                         | 9月27日 - 9月29日                          | 帝国劇場                                                  | 29日2部の公演にて、Sexy Zoneがお披露目された。 |
| 2012年 | フレッシュジャニーズJr.IN横浜アリーナ                                                          | 12月16日                                   | 横浜アリーナ                                              | |
| 2014年 | ガムシャラ Sexy 夏祭り!!                                                                       | 7月30日 - 8月10日                          | EXシアター六本木                                          | テレビ朝日系バラエティ『ガムシャラ!』との連動企画としてジャニーズJr.が「我」「武」「者」「羅」に分かれ、毎公演ごと代表して2チームがバトル形式でパフォーマンスを行い、全公演を通しての通算対戦成績で最終的な勝敗が決定された。安井謙太郎、Sexy松、Sexy Boyzが全公演に出演。全30公演で5万人を動員。 |
| 2015年 | ガムシャラ!サマーステーション                                                                  | 7月18日 - 8月20日                          | EXシアター六本木                                          | 『ガムシャラ！』から派生したステージで、34日間で計70公演が行われた。松島聡、マリウス葉がレギュラー出演し、ジャニーズJr.が「我」「武」「者」「羅」「覇」に分かれ、チーム形式で歌やダンスで対決。テレビ朝日のイベント『テレビ朝日・六本木ヒルズ 夏祭り SUMMER STATION』の応援サポーターを務めるために結成された期間限定ユニット・Mr.King vs Mr.Princeも特別公演を行った。 |
| 2016年 | サマステ ジャニーズキング                                                                      | 7月20日 - 8月25日                          | EXシアター六本木                                          | Mr.KINGがイメージキャラクターで4組に分かれてライブを行う。 |
| 2017年 | ジャニーズJr.祭り                                                                              | 3月24日 - 3月26日・4月8日 - 4月9日、5月3日 | 横浜アリーナ、さいたまスーパーアリーナ、大阪城ホール      | Mr.KING、Prince、HiHi Jet、東京B少年 、SixTONES、Snow Man、Love-tune、Travis Japanの8組39人に55人のジャニーズJr.を加えた全94人が出演。当初は横浜6公演と大阪3公演で13万5000人動員予定だったが、史上最多の85万通の応募があったため、急遽さいたまスーパーアリーナ4公演の追加公演が決定した（12万人動員予定）。ステージではグループの特色を生かしたパフォーマンスやオリジナル15曲を含む66曲が披露された。 さいたまスーパーアリーナでの追加公演ではジャニーズJr.の公演で初めてデジタルチケットが導入されたが、存在しない座席番号がチケットに印刷されるなどの入場トラブルが発生し、コンサートの運営を行うヤング・コミュニケーションが謝罪文を出す事態となった。 |
| 2017年 | 〜君たちが〜KING'S TREASURE                                                                    | 7月20日 - 8月27日                          | EXシアター六本木                                          | Mr.KING、HiHi Jet、東京B少年、Prince、Snow Man、SixTONES、Love-tune、Travis Japanの8組が期間交代で出演。ステージの構成・選曲も各々がプロデュースし、全82公演で約15万人を動員。 |
| 2018年 | ジャニーズJr.祭り 2018                                                                         | 2月22日 - 3月26日                          | 大阪城ホール、横浜アリーナ                                | SixTONES、Snow Man、Love-tune、Travis Japanの4組が出演し、各ユニットの単独公演も開催された。 |
| 2018年 | 夏祭り！裸の少年                                                                               | 7月20日 - 8月26日                          | EXシアター六本木                                          | HiHi Jetsと東京B少年の2組がメインで出演。全59公演、11万席のチケットは即日完売。「HiHi Jets・東京B少年編」「HiHi Jets編」「東京B少年編」の3パターンで公演が行われ、7 MEN 侍、少年忍者、ジャニーズJr.SPも出演した。事務所の先輩のヒット曲メドレーなどを歌った他、自分たちで振り付けをした楽曲も披露した。 |
| 2019年 | ジャニーズ IsLAND Festival                                                                     | 5月25日 - 5月26日                          | さいたまスーパーアリーナ                                  | Snow Man、Travis Japan、なにわ男子の合同コンサート。各グループが持ち歌を披露した他、先輩の楽曲や、グループをシャッフルしてのメドレーなど、約2時間半で33曲を披露。3公演で6万3000人を動員した。MCでは8月8日に2000年10月以来19年ぶりにジャニーズJr.単独で東京ドーム公演を行うことが発表された。 |
| 2019年 | パパママ一番 裸の少年 夏祭り！                                                                 | 8月3日 - 25日                              | EXシアター六本木                                          | 美 少年と少年忍者による「美 少年公演」、HiHi Jetsと7 MEN 侍による「HiHi Jets公演」の2種類で公演を行い、計61公演で11万人を動員。最終2日間は「〜家族そろってGoodbye Summer〜」と題して4組が一堂に会する。ジャニーズオンラインストア限定・予約注文限定生産品として発売されるDVD『裸の少年』に収録される予定。 |
| 2019年 | ジャニーズJr.8・8祭り 〜東京ドームから始まる〜                                                 | 8月8日                                     | 東京ドーム                                                | SixTONES、Snow Man、Travis Japan、HiHi Jets、美 少年、7 MEN 侍、宇宙Six、MADE、なにわ男子、Lil かんさい、Aぇ! group、少年忍者の 12グループ89人を含む総勢330人の東西ジャニーズJr.が出演。ジャニーズのコンサートが一部だけでなく全編インターネットで生配信されたのは初めてのこと。本編MCの最後にSixTONESとSnow Manが2020年に同時CDデビューすることが発表された。『素顔4』にてDVD化された。 |
| 2021年 | サマステライブ THE FUTURE                                                                      | 7月18日 - 8月28日                          | EXシアター六本木                                          | 美 少年、7 MEN 侍、少年忍者の3組がそれぞれ公演を行い、全55公演、計5万人以上を動員予定だったが、少年忍者の公演はメンバーの新型コロナウイルス感染が判明したため、8月18日 - 21日までの計6公演が中止となった。 |
| 2022年 | マイナビ サマステライブ 未来少年                                                               | 7月29日 - 8月28日                          | EXシアター六本木                                          | 少年忍者、7 MEN 侍、美 少年がそれぞれ公演を行い、全55公演の予定だったが、少年忍者の公演はメンバー5人の新型コロナウイルス感染が判明したため、7月24日から27日までの計7公演が中止となった。8月23日16:00の美 少年の公演にはHiHi Jetsがサプライズ登場し、「テレビ朝日・六本木ヒルズ 夏祭り SUMMER STATION」の歴代テーマソングを一緒に披露。当日誕生日を迎えた岩﨑大昇のお祝いも行われた。 |
| 2023年 | ALL Johnnys' Jr. 2023 わっしょいCAMP! in Dome                                                  | 7月16日 - 8月20日                          | 京セラドーム大阪、東京ドーム                              | 2000年10月以来約23年ぶりに開催されたジャニーズJr.単独での東西ドーム公演で、HiHi Jets、美 少年、7 MEN 侍、少年忍者、SpeciaL、Go!Go!kids、Aぇ! group、Lil かんさい、Boys be、AmBitiousを含め、6歳から28歳まで約200人の東西ジャニーズJr.メンバーが出演した。ジャニーズ・アイランド社長の井ノ原快彦から打診され、演出は亀梨和也が担当。「全員主役、全員一列目」をテーマに、先輩の楽曲からオリジナル曲まで全34曲を披露した。MCコーナーは髙橋優斗と正門良規が進行を担当し、アンコール部分では、ジャニーズ史上初となる動画撮影とSNS共有が解禁された。8月19日の公演ではジャニーズJr.の公式Instagram開設を発表。8月20日の公演はJohnny's netオンラインで生配信が行われたが、アンコール中にはインスタライブも実施され、終演後にはジャニーズJr.公式サイトの開設も発表された。計4公演で約20万人を動員。 |
| 2023年 | マイナビ サマステライブ2023 俺たちがミライだ!!                                                 | 7月19日 - 8月27日                          | EXシアター六本木                                          | 前半の7月19日から8月9日までの計30公演を少年忍者、8月10日から27日までの計22公演をサマステライブ2023限定ユニット・ミライBoys 24がそれぞれ公演を行い、約9万人を動員。演出や振付はTAKAHIROが担当した。 |
| 2024年 | マイナビ サマステライブ2024 SUMMER GO! MIRAI GO! 東だ！西だ！全員集合                          | 7月19日 - 8月25日                          | EX THEATER ROPPONGI                                       | 井上瑞稀×橋本涼+Go!Go!kids&ジュニア（全16公演）、那須雄登×浮所飛貴+ジュニア（全16公演）、AmBitious（全16公演）、Boys be（全9公演）の4グループに分かれ、全57公演で約10万人を動員予定だったが、8月16日のAmbitious公演は台風7号の影響による公共交通機関の運転計画の発表を踏まえて中止が発表された。 |
| 2024年 | 東西ジュニア コンサート 東西シナジー                                                           | 12月20日 - 12月27日                        | オリックス劇場                                            | 東西合同コンサート。 |
| 2025年 | SHOWbiz 2025                                                                                   | 1月5日 - 1月13日                           | 有明アリーナ                                              | 出演者が伏せられたまま開催が発表され、チケット申し込み開始と同時に出演者が解禁された。歴史や伝統を継承して新しい未来を切り開くことをコンセプトに、8歳から27歳までの平均年齢17.2歳のジュニア90人が、先輩グループの楽曲39曲をカバーやアレンジ。「JAZZコーナー」「HipHopコーナー」「Rock&Danceコーナー」など7つの構成に分け、グループの垣根を越えて披露した。一貫して“見せる”ことにフォーカスされた公演だったため着席スタイルがとられ、ジュニアのオリジナル曲は1曲も歌われず、グループ名の表記もグループごとの歌唱も無かった。全13公演で約19.5万人を動員。 |
| 2025年 | 東京ジュニアNext Generation 2025                                                               | 7月30日 - 8月16日                          | EX THEATER ROPPONGI、大阪松竹座                           | 阿達慶、千井野空翔、竹村実悟ら総勢17名の東京ジュニアによる公演。EX THEATER ROPPONGI公演（7月30日 - 8月1日）は、「テレビ朝日・六本木ヒルズ SUMMER FES」内のプログラムとして「マイナビ サマフェス ROPPONGI SUNNY BEATS 東京ジュニアNext Generation 2025」のタイトルで開催された。メドレー形式やチームに分かれて先輩グループの楽曲など、約1時間半で全38曲を披露した。 |

#### 舞台
- ドラマチックステージプロジェクト
  - vol.1「大脱出〜Escape Run〜」（2023年12月7日 - 11日、紀伊國屋ホール）[314]
  - vol.2「大脱出2〜Escape Run〜」（2024年4月18日 - 29日、紀伊國屋ホール）[315]
  - vol.3「大逆転〜Great Comeback〜」（2025年2月14日 - 3月2日、紀伊國屋ホール）[316]

#### VHS・DVD
- ジャニーズジュニア 素顔（1998年7月29日、ジャニーズ・エンタテイメント）[317]
- ジャニーズジュニア 素顔2（1999年9月22日、ジャニーズ・エンタテイメント）[318]
- 特急・投球コンサート 10月9日東京ドームに大集合!!（2000年2月25日、ジャニーズ・エンタテイメント）[319]
- 素顔3（2001年2月14日、ジャニーズ・エンタテイメント）[320]
- 素顔4（2020年1月8日発売、JI Label）[321]
  - ジャニーズJr.盤（一般音楽ソフト取り扱い店にて2020年3月31日までの期間限定販売）
  - SixTONES盤 / Snow Man盤 / Travis Japan盤 / 関西ジャニーズJr.盤（ISLAND STORE ONLINE限定販売）
- サマステライブ2023 俺たちがミライだ!!（2024年6月26日発売、×××××.POP UP STORE限定発売）[322]

### 関西ジュニア
関西ジュニアが中心・レギュラーとなって出演しているもののみ。

#### テレビ番組
- ほんじゃに!（2003年4月 - 2007年4月、関西テレビ）
- 関ジャニ∞のジャニ勉（2007年5月3日 - 2021年7月1日、関西テレビ）
- ちちんぷいぷい増刊号 角vsジャニーズ軍団SP よゐこと、ボクと時々オトン（2007年6月17日、MBS）
- ザ少年倶楽部 in 大阪（NHK BSプレミアム）
- 関西ジュニア青春バス（2008年4月 - 9月27日、サンテレビ）
- まいど!ジャーニィ〜（2012年10月3日 - 、BSフジ）
- カンテレ開局60周年特別番組 それ行け!ハピはちワゴン~"ありがとう"を届けませんか?~（2018年9月1日 - 11月16日、関西テレビ）- ミニコーナー「カンサイ笑顔プレイバック」コーナー進行[323]
- 関西ジャニーズJr.の"ぶたいうら"〜ナニワの皆さんよろしゅうたのんます!〜（2018年9月22日、関西テレビ）[324]
- サタデープラス（2020年10月3日 - 、毎日放送）- ミニコーナー「あなただけに！ご当地お天気プラス」コーナー担当[325]
- ミライヤー（2020年10月17日 - 2021年9月18日、テレビ大阪）[326]

#### テレビドラマ
- DRAMATIC-J（2008年4月 - 9月、関西テレビ）
- DRAMADA-J（2009年7月9日 - 9月24日、関西テレビ）
- 誰も知らないJ学園（2010年4月28日 - 7月7日、関西テレビ）[327]
- 年下彼氏（2020年4月12日 - 6月14日、ABCテレビ）[328]
- ジモトに帰れないワケあり男子の14の事情（2021年4月 - 6月、ABCテレビ）[329]
- 年下彼氏2（2024年10月13日 - 12月15日、ABCテレビ）[330]

#### ラジオ
- 関ジャニの男前めざせ!（ABCラジオ）
- 関西ジャニーズJr.もぎたて関ジュース（2007年4月 - 、ラジオ関西）[331] → ジャニーズWEST もぎたて関ジュース（ラジオ関西）
- 関西ジャニーズJr. とれたて関ジュース → 関西ジュニア とれたて関ジュース（ラジオ関西/ラジオNIKKEI）
  - （2016年7月 - 2018年12月[332]） - 関西ジャニーズJr.から3人が毎月交代でMC[333]
  - （2019年1月 - 2020年12月27日） - 西畑大吾単独MC・関西ジャニーズJr.1名ゲスト[332]
  - （2021年1月3日 - ） - Lil かんさい単独MC[334]
- 関西ジャニーズJr.のバリバリサウンド → カンバリ!（FM OH!）[335]
  - （2018年5月1日 - 2019年3月26日[336]） - 藤原丈一郎、大橋和也、高橋恭平、正門良規[337]
  - （2019年4月2日 - 2022年3月29日[338]） - なにわ男子から3名（藤原丈一郎・大橋和也・高橋恭平）、Aぇ! groupから3名（正門良規・末澤誠也・小島健）の2チームで週替わり[339]
  - （2022年4月12日 - 2025年3月25日） - Aぇ! groupから3名（正門良規・末澤誠也・小島健）、AｍBitiousから3名（真弓孟之・河下楽・永岡蓮王）の2チームで週替わり[338][340]
  - （2025年4月1日 -　）[341]
- 関西ジュニアのMBSヤングタウンNEXT（2024年11月8日 - 2025年3月21日、MBSラジオ） - パーソナリティ（井上一太）・相方パーソナリティ（関西ジュニアから選出）[342][343][344]
- 関西ジュニアの“これ伝えたいねんけど”（2025年1月25日、ABCラジオ）[345]

#### コンサート
| 年              | 公演名                                                                                  | 公演日程            | 会場 | 備考 |
| --------------- | --------------------------------------------------------------------------------------- | ------------------- | --- | --- |
| 1999年          | 関西ジュニア FIRST LIVE                                                                 | 8月13日 - 8月15日   | Zepp Osaka | 計14公演。 |
| 2006年          | 関西ジャニーズJr. Firstコンサート Winter2006                                            | 12月16日 - 12月25日 | 大阪松竹座 | 全6公演。BAD、BOYS、OSSaN、TOP Kids、Little Gangs、ムエタイ向井ブラザーズが出演。 |
| 2007年          | 関西ジャニーズJr. 大阪城ホール FIRST CONCERT2007                                        | 5月6日              | 大阪城ホール | B.A.D.、BOYS、OSSaN、Little Gangs、TOP Kids、ムエタイ向井ブラザーズ、自称ベテランらが出演し、Hey!Say!7、A.B.C.、Question?、千賀健永（Kis-My-Ft2）ら東京のJr.が応援に駆け付け、合わせて120人が出演。「関西Jr.学園」と銘打った企画コーナーが行われたり、関ジャニ∞からの激励VTRも流された。 |
| 2007年          | 関西ジャニーズJr. 大阪松竹座 2007                                                       | 8月6日 - 8月23日    | 大阪松竹座 | 全29公演（追加公演含む）。総合司会を中田大智が務め、B.A.D.、BOYS、TOP Kids、OSSaN、通称・チームべてらん、ムエタイ向井ブラザーズらが出演。前半は「関西松竹世界陸上開幕」という設定で選手宣誓からヒットメドレー、ダンス対決などで構成され、後半は楽曲中心のグループコーナーなどで構成された。 |
| 2007年          | 関西Johnny'sJr. Xmas in 松竹座 おめでとうin城ホール 前夜祭                              | 12月24日 - 12月25日 | 大阪松竹座 | TOP Kids、Hey!Say!7 WEST、OSSaN、ムエタイ向井ブラザーズ、室3兄弟、BOYS、B.A.D.ら72人が出演。前半は濵田崇裕扮する刑事とHey!Say!7 WESTが特殊部隊を結成し、「ダダスタッタ団」という盗賊団（他のジャニーズJr.）を追いかけて世界各地を回って捕まえるというミュージカル仕立ての舞台、後半は先輩の曲を含めた様々な楽曲を披露するショーで展開された。 |
| 2008年          | 関西ジャニーズJr. おめでとう in 城ホール                                                | 1月3日              | 大阪城ホール | 前夜祭に続き、Hey!Say!7 WEST、BOYS、OSSaN、TOP Kidsらが再び出演。B.A.Dが進行役を務めた。 |
| 2008年          | 関西ジャニーズJr. @大阪松竹座 公演 2008夏                                               | 8月19日 - 8月28日   | 大阪松竹座 | 全18公演、約1万8000人動員。B.A.D.やBOYS、Hey!Say!7 WEST w/優馬、通称“ベテラン”、OSSaN、室3兄弟、ムエタイ向井ブラザーズ、Little Gangsら総勢39名が出演した。 |
| 2008年          | バッテリー・ごくせん大阪凱旋コンサート                                                  | 9月1日 - 9月2日     | 梅田芸術劇場 | 『バッテリー』の中山優馬、そして『ごくせん』の中間淳太と桐山照史（B.A.D.）がドラマ撮影を終えて東京から大阪に凱旋し、髙木雄也をゲストに迎える形で行われたコンサート。本公演の記者会見でユニットが公式発表されたHey!Say!7 WEST w/優馬の他、OSSaN、室3兄弟らが出演し、中田大智と濱田崇裕がMCを務めた。演出にも本人達が関わり、歌に加えて『ごくせん』『バッテリー』を題材にしたコントも披露された。また、横山裕、安田章大、中丸雄一もゲスト出演した。 9月8日から10日まで追加公演も行われたが、中山は緊急入院したためアンコールのみ出演し、代役は薮宏太が務めた。                                                                                          |
| 2008年          | 関西Jr.ユニットコンサート in 大阪松竹座2008                                             | 12月4日 - 12月14日  | 大阪松竹座 | B.A.D.（4日 - 6日）、BOYS・室3兄弟（7日 - 9日）、Veteran・Little Gangs（10日 - 11日）、中山優馬 w/Hey!Say!7 WEST+中間淳太〔進行役〕（12日 - 14日）の4組がユニット別に公演を行った。 |
| 2008年          | 関西ジャニーズJr.'08 Merry X'mas Concert                                                | 12月23日 - 12月26日 | 梅田芸術劇場 | B.A.D、中山優馬 w/Hey!Say!7 WEST、室三兄弟、BOYS、Veteran、Little Gangsらが出演。また、「ROCKな仲間たち」として活動したメンバー（中間淳太〔キーボード〕、桐山照史〔ベース〕、中田大智〔ギター〕、濱田崇裕〔ギター〕、千崎涼太〔ドラム〕）によるバンドコーナーも設けられた。 |
| 2009年          | 関西ジャニーズJr. Ume（ユメ）コン2009                                                   | 6月18日 - 6月20日   | 梅田芸術劇場 | 当初は5月23日 - 24日の計4公演が予定されていたが、新型インフルエンザ対策として延期された。中山優馬 w/Hey!Say!7 WEST、B.A.D.、BOYS、Veteran、室三兄弟、Little Gangs、Big Gangsらが出演。 |
| 2009年          | 関西ジャニーズJr. Xマスやで!全員集合!@大阪松竹座 '09                                    | 12月1日 - 12月25日  | 大阪松竹座 | Veteran（1日 - 7日）、B.A.D.（8日 - 14日）、BOYS（15日 - 20日）、中山優馬with7WEST（21日 - 25日）の4組がユニット別に公演を行った。 |
| 2010年          | 春休み all関西ジャニーズJr. with中山優馬 in 大阪城ホール                                | 3月28日 - 3月29日   | 大阪城ホール | Shadow WEST、京男、中山優馬w/7WEST、B.A.D.、BOYS、Veteran、Big Gangs、Little Gangsらが出演。MCでは大喜利合戦が行われた。 |
| 2010年          | ALL関西ジャニーズJr. 夏休みコンサート in 大阪城ホール                                   | 7月28日 - 7月29日   | 大阪城ホール | |
| 2010年          | 関西ジャニーズJr. X'Masコンサート2010                                                   | 12月4日 - 12月25日  | 大阪松竹座 | 「7 WESTコンサート」と「B.B.V.コンサート」の2パターンで構成された。中山優馬も特別出演し、7 WESTと1年ぶりの共演を果たした。 |
| 2011年          | 関西ジャニーズJr. あけましておめでとうコンサート 2011                                   | 1月2日 - 1月3日     | 大阪城ホール | B.A.D.、BOYS、Veteran、7WEST、京男、Shadow WEST、Little Gangs、Gang Starが出演。MCでは関西ジャニーズJr.の全国ツアーが決定したと発表された。 |
| 2011年          | 関西ジャニーズJr. with 中山優馬 2011春                                                  | 3月5日 - 5月29日    | 広島グリーンアリーナ、福井フェニックス・プラザ大ホール、サンポートホール高松、神戸ワールド記念ホール、鳴門市文化会館、大阪城ホール、福岡国際センター、日本ガイシスポーツプラザガイシホール | 大阪城ホール公演には特別出演として内博貴・北山宏光・藤ヶ谷太輔が参加。5月5日の公演では、Hey!Say!JUMPが公演を行う横浜アリーナと関西ジャニーズJr.の公演が行う大阪城ホールを中継回線で結び、コンサートでは芸能界史上初だという東西同時生中継ライブが実施され、横浜にいる山田涼介と知念侑李、大阪にいる中山優馬でNYCの「ユメタマゴ」なども披露された。 |
| 2011年          | 関西ジャニーズJr. X'Masコンサート2011                                                   | 12月3日 - 12月25日  | 大阪松竹座 | 「7WESTコンサート」（Shadow WESTも出演）と「B.A.D / 濱田崇裕 with Veteranコンサート」の2パターンで数日交代で公演を行い、前者は『少年たち 格子無き牢獄』のパロディコント、後者はラップやコント、桐山照史による2m10cmからのバック転などが披露された。 |
| 2012年          | 関西ジャニーズJr. あけましておめでとうコンサート 2012                                   | 1月2日 - 1月3日     | 大阪城ホール | |
| 2012年          | 関西ジャニーズJr. 春休みスペシャルコンサート2012                                        | 3月24日 - 4月5日    | 大阪松竹座 | 関西テレビ『ピーコ&兵動のピーチケパーチケ』のレギュラーの座をかけたバトルを兼ねた公演。公演中に活躍が目立ったメンバーが選ばれるとされていたため、B.A.D.や7 WEST、濵田崇裕 with Veteran、Aぇ少年らメンバーが、歌だけでなくクイズやコントコーナーでも特技を披露するなどして自身をアピールした。千秋楽の公演後に中間淳太と小瀧望が選ばれたことが発表された。 |
| 2012年          | 中山優馬 with 関西ジャニーズJr.                                                         | 11月23日            | オリックス劇場 | 限定1公演に3万通の応募があった。B.A.D.と7 WESTが出演。 |
| 2012年          | 関西ジャニーズJr. X'masコンサート2012                                                   | 12月2日 - 12月25日  | 大阪松竹座 | |
| 2013年          | 選抜 関西ジャニーズJr. 大江戸元旦公演 明けましておめでとうIN TOKYO DOME CITY            | 1月1日              | 東京ドームシティホール | 初の東京公演 |
| 2013年          | 関西ジャニーズJr. 平成25年 明けましておめでとうコンサート                               | 1月5日 - 1月6日     | 大阪城ホール | |
| 2013年          | 関西ジャニーズJr. 春休みスペシャルコンサート 2013                                       | 3月5日 - 3月27日    | 大阪松竹座 | |
| 2013年          | 関西ジャニーズJr.初全国ツアー2013                                                       | 4月14日 - 7月7日    | 広島文化学園HBGホール、札幌市民ホール、本多の森ホール、福岡サンパレス、名古屋国際会議場センチュリーホール、イズミティ21、鳴門市文化会館、NHKホール                                         | 初の全国ツアー。全国8都市13公演で3万1100人動員。B.A.D、7 WEST、Kin Kan、なにわ皇子らが出演し、「バンバンッ!!」「LET’S GO WEST〜KANSAI!!〜」や新曲「浪速一等賞！」など28曲を披露。グループごとのコーナーやゲームコーナーも設けられた他、最終日のNHKホール公演には中島健人がお祝いに駆けつけ、KinKi Kidsからのビデオメッセージも上映された。また、舞台『ANOTHER』が9月に日生劇場で上演されること、関西ジャニーズJr.が主要キャストを務める新作映画第2弾が製作され、2014年に公開されることも発表された。 |
| 2013年          | 関西ジャニーズJr. X'masコンサート2013                                                   | 12月1日 - 12月25日  | 大阪松竹座 | 総勢100人全員が出演するスペシャルバージョンとB.A.D.、7 WEST、濵田崇裕とVeteranたち、Kin Kan、なにわ皇子の5つのグループがバラバラにシャッフルしながら全9パターンに分かれる形式で、全34公演が行われた。最終日公演前には記者会見が行われ、関西ジャニーズJr.主演映画第2弾『忍ジャニ参上! 未来への戦い』の公開日が2014年6月7日に決定したことも発表された。 |
| 2014年          | 関西ジャニーズJr. 明けましておめでとうコンサート 2014                                   | 1月4日 - 1月5日     | 大阪城ホール | ジャニーズWESTデビュー決定後初のコンサート |
| 2014年          | 関西ジャニーズJr. 春休みスペシャルコンサート 2014                                       | 3月1日 - 3月25日    | 大阪松竹座 | ジャニーズWESTがデビューして卒業したため、“新生・関西ジャニーズJr.”初のコンサートとして向井康二、平野紫耀、金内柊真、永瀬廉、大西流星、西畑大吾の6人が中心となって開催され、初日の公演前には6人での会見も行われた。春コン恒例の新喜劇・“J学園”を舞台とした学園ドラマ仕立てのエンターテインメントショーで、芝居に加えてダンスと歌を披露した。 |
| 2014年          | 関西ジャニーズJr. X'mas Show 2014                                                       | 11月30日 - 12月25日 | 大阪松竹座 | 平野紫耀、永瀬廉ら関西ジャニーズJr.の他、ジェシーも出演。SMAPメドレーやクリスマスメドレーなど全48曲を披露した。 |
| 2015年          | 関西ジャニーズJr. 春休みスペシャルShow 2015                                             | 3月21日 - 3月31日   | 大阪松竹座 | 金内柊真最後の出演 |
| 2015年          | 関西ジャニーズJr. X'mas Show 2015                                                       | 11月29日 - 12月25日 | 大阪松竹座 | 西畑大吾、向井康二、大西流星、室龍太の4人を固定メンバーとし、「大きい組」と「小さい組」の2パターンで公演が行われた。 |
| 2016年          | 関西ジャニーズJr. 春休みスペシャルshow2016                                              | 3月31日 - 4月11日   | 大阪松竹座 | |
| 2016年          | 関西ジャニーズJr. X'mas Show 2016                                                       | 11月30日 - 12月25日 | 大阪松竹座 | “関西ジャニーズJr.から5つのプレゼントを贈ろう”をコンセプトにクリスマスの楽曲が多く歌われ、西畑大吾プロデュースのバンドが演奏する「西畑フェス」のコーナーなどが披露された他、新曲「おみくじHAPPY!」が初披露された。 |
| 2017年          | 関西ジャニーズJr.春のSHOW合戦                                                           | 3月4日 - 3月28日    | 大阪松竹座 | |
| 2017年          | 関西ジャニーズJr. X'mas SHOW 2017                                                       | 12月1日 - 12月25日  | 大阪松竹座 | 西畑大吾、向井康二、室龍太らの年長組と、大西流星、高橋恭平、道枝駿佑らの年少組の2グループに分かれて日替わりで公演が行われ、『サンケイスポーツ』では今回の公演に関する連載記事も組まれた。 |
| 2018年          | 関西ジャニーズJr. Concert 2018 〜Happy New ワン Year〜                                  | 1月3日 - 1月4日     | 大阪城ホール | 2017年12月の大阪松竹座公演のメンバーに加え、草間リチャード敬太、古謝那伊留、林真鳥、末澤誠也らが出演。メドレーも含めて約60曲を披露した。 |
| 2018年          | 関西ジャニーズJr. 春休みスペシャルShow 2018                                             | 3月1日 - 3月24日    | 大阪松竹座 | 冬のコンサート・夏の芝居に対して春公演はお笑いの要素が強まるが、今年は歌と踊りに加えて普段使わないようなコテコテの関西弁での吉本新喜劇調のコント「兄弟善哉」などが披露された。 |
| 2018年          | 関西ジャニーズJr. LIVE 2018 Fall in LOVE 〜秋に関ジュに恋しちゃいなよ〜                 | 10月24日 - 11月4日  | 梅田芸術劇場メインホール | 向井康二や室龍太ら9歳から29歳まで総勢46人の関西ジャニーズJr.が出演し、新ユニット・なにわ男子も初お披露目された。全20公演で3万8000人を動員したが、チケットには70万を越える応募があった。大倉忠義がライブ全体の構成、横山裕が企画コーナーの演出を担当。なにわ男子のオリジナル曲「なにわ Lucky Boy!!」を初め、事務所の先輩の曲などアンコールを含めて33曲を2時間以上にわたって披露した他、漫才やオタ芸など関西ならではの内容が盛り込まれた。 |
| 2018年          | 関西ジャニーズJr. 「X'mas Party!! 2018」                                                | 11月30日 - 12月25日 | 大阪松竹座 | なにわ男子の他、向井康二や室龍太ら総勢49人の関西ジャニーズJr.が出演。横山裕と大倉忠義が再び構成・演出を手掛け、大倉作詞、安田章大作曲の新曲「Can7t stop」も初披露された。 |
| 2019年          | 関西ジャニーズJr. LIVE 2019 Happy 2 year!!〜今年も関ジュとChu Year!!〜                  | 1月3日 - 1月4日     | 大阪城ホール | 全4公演のチケットは即完売し、計6万人を動員。なにわ男子を中心に関西ジャニーズJr.計51人が出演。向井康二、室龍太は本公演が関西ジャニーズJr.として最後の出演となった。客席全体にストリート状のステージが張り巡らされ、メンバーがトロッコでスタンド席を回る演出もあった。横山裕・大倉忠義が引き続き構成を手掛けた他、バラエティーコーナーでは大型ビジョンに村上信五も登場した。『素顔4』(関西ジャニーズJr.盤)にてDVD化された。 |
| 2019年          | 関西ジャニーズJr.『SPRING SPECIAL SHOW 2019』                                           | 3月5日 - 3月31日    | 大阪松竹座 | 全35公演、計3万5000人動員。なにわ男子、そして初お披露目となったLilかんさい、Aぇ! groupを含む総勢37人が出演。構成は前半の病院を舞台とした55分のコント部分は藤原丈一郎が担当し、後半のショータイムは西畑大吾が担当。神山智洋が作詞・作曲・振り付けまで担当したなにわ男子の新曲「Game of Love」も披露され、大倉忠義がスーパーバイザーを務めるなど、先輩もバックアップした。 |
| 2020年          | 関ジュ 夢の関西アイランド 2020 in 京セラドーム大阪 〜遊びにおいでや！満足 100%〜        | 1月11日 - 1月13日   | 京セラドーム大阪 | 関西Jr.初となる京セラドーム大阪でのライブ。なにわ男子、Aぇ!group、Lilかんさいを含む総勢70名の関西ジャニーズJr.が出演し、関ジャニ∞やジャニーズWESTの曲を含む計39曲を披露した。公演プロデュースは大倉忠義が担当し、3日間で計13万5000人を動員。最終公演日の様子は「ISLAND TV」で生中継された。 |
| 2021年 - 2022年 | 関西ジャニーズJr. LIVE 2021-2022 THE BEGINNING〜狼煙〜                                  | 12月19日 - 1月10日  | オリックス劇場、大阪城ホール、日本ガイシ スポーツプラザ ガイシホール | 先にオリックス劇場で9公演、大阪城ホールで7公演が予定されていたが、応募総数が370万通に達したため、名古屋市の日本ガイシスポーツプラザガイシホールでの追加公演が決定。オリックス劇場では「Aぇ! group」「関西ジャニーズJr.（Boys be、AmBitious）」「Lilかんさい、関西ジャニーズJr.」に分かれて公演が行われた。大阪城ホール公演は、なにわ男子が抜けた新生関西ジャニーズJr.としてのお披露目公演となり、Aぇ! group、Lil かんさい、Boys be、AmBitiousの他、2021年11月のオーディションで合格したメンバーを含め、計55人が出演。大倉忠義がプロデュースを担当し、アンコールを含め全29曲を披露した。3会場20公演で14万5600人を動員。DVD化され、2022年8月1日に発売。 |
| 2023年          | 関西ジャニーズJr. フレッシュ！フレッシュ！フレッシュ！LIVE〜兎にも角にもBIGジャンプ！〜 | 1月3日 - 1月5日     | 大阪城ホール | Aぇ!groupに代わってLil かんさいを中心に、AmBitious、Boys be、他関西ジャニーズJr.が出演。「オールスター関ジュ祭」と銘打ち、関西ジャニーズJr.のオリジナル「We Are」「Dream Catcher」から先輩のヒット曲まで、グループの垣根を越えたシャッフルメドレーも含め全25曲を披露。MCでは羽子板リフティングやけん玉で進む障害物リレー、4チーム対抗の4択クイズなども行われ、約2時間15分のステージとなった。3日間5公演で6万人を動員。2022年12月にそれぞれ開催されたユニットライブも含めると、2会場17公演で8万8000人を動員した。 |
| 2024年          | 関ジュあけおめライブ2024 The 笑門来福                                                   | 1月3日 - 1月5日     | 大阪城ホール | Lilかんさい、Boys be、AmBitious、2023年に入所した39人を含む関西ジュニアら8歳から22歳までの平均年齢13.7歳・約80人が出演。「おみくじHAPPY!」など全33曲が披露され、中盤では横山裕がプロデュースする伝説のバラエティーコーナー「異種格闘技戦」が4年ぶりに復活した。5公演で6万人を動員。1月5日のラスト公演はFAMILY CLUB onlineで生配信された。 |
| 2025年          | 関西ジュニア Concert 2025 Boys be AmBitious                                             | 1月3日 - 1月5日     | 大阪城ホール | 新春恒例のコンサートながら初めてユニット名が冠された。Boys beとAmBitiousを中心に、最年少9歳から23歳まで平均年齢14.2歳の総勢77人の関西ジュニアが出演し、高級寿司をかけた4チーム対抗のゲームコーナーなどはさみながら、全30曲を披露した。初日の開演前には会場の外のファンの前で公開記者会見も行われた。全5公演で約6万人を動員。 |
| 2025年          | 関西ジュニア コンサート 2025 Youth                                                      | 6月4日 - 6月6日     | 東大阪市文化創造館 Dream House 大ホール | 渡邉大我、森ケイン、野田開仁、井上蒼生、田所蒼大、北野快浬、上田凱吏らが出演予定。 |

#### 舞台
- 関西ジュニア原石まつり キラキラしとんの気のせいちゃうでぇ〜！（2025年3月8日 - 30日、大阪松竹座）[468][469]

#### DVD・Blu-ray
- 関西ジャニーズJr. LIVE 2021-2022 THE BIGINNING〜狼煙〜（2022年8月1日、Johnnys' ISLAND STORE ONLINE限定販売）[458]
- 関西ジュニア 2023 フレッシュ！フレッシュ！フレッシュ！LIVE〜兎にも角にもBIGジャンプ！〜（2024年8月9日、×××××.POP UP STORE限定発売）[470]

## 書籍

### JOHNNY'S Jr.名鑑
- 1996 Dec. Vol.1（1996年12月）
- 1997 SUMMER Vol.2（1997年）
- 1997 WINTER Vol.3（1997年冬）
- 1998 SUMMER Vol.4（1998年夏）
- 1998 WINTER Vol.5（1998年冬）
- 1999 WINTER Vol.6（1999年夏）
- 2000 SPRING Vol.7（2000年春）
- 2000 SUMMER Vol.8（2000年夏）
- Jr.名鑑 Vol.9（2001年春）
- Jr.名鑑 Vol.10（2001年秋）
- 2002 SPRING Vol.11（2002年春）
- Jr.名鑑 Vol.12（2003年夏）
- ジャニーズJr.名鑑（2019年）

### 主な雑誌
- duet（毎月7日発売、ホーム社/集英社）
- POTATO（毎月7日発売、Gakken）
- Wink Up（毎月7日発売、ワニブックス）
- Myojo（毎月23日発売、集英社）
- ポポロ（毎月23日発売、麻布台出版社）

### 写真集
- the last & the beginning わっしょいCAMP! in Dome Document Photo Book（発売予定） - 2024年3月13日 - 31日までラフォーレミュージアム原宿でリリース記念写真展も開催[471][472]